# Helen Edmundson
Helen Edmundson, née le 19 février 1964 à Liverpool, est une dramaturge et scénariste britannique. Membre de la Royal Society of Literature, elle a remporté des prix et des critiques élogieuses tant pour son écriture originale que pour ses adaptations de divers classiques littéraires pour la scène et l'écran.

## Jeunesse
Edmundson est née à Liverpool, en 1964. Elle a passé la majeure partie de son enfance dans le Wirral et à Chester. Edmundson a étudié le théâtre à l'Université de Manchester. Après ses études, Edmundson a joué avec Red Stockings, une compagnie féminine d'agit-prop, pour qui elle a écrit la comédie musicale Ladies in the Lift en 1988. C'était sa première tentative d'écriture en solo pour la scène. Après avoir quitté Red Stockings, elle a joué dans tout le nord-ouest de l'Angleterre. 

## Théâtre

### Années 1990
La première pièce d'Edmundson Flying a a été jouée au National Theatre Studio en 1990. En 1992, son adaptation d' Anna Karénine, produite par Shared Experience, a remporté un Time Out Award et un TMA Award ; la production a fait des tournées nationales et internationales. En 1993, la pièce originale d'Edmundson, The Clearing, qui a remporté le prix John Whiting, a été présentée au Bush Theatre. En 1994, son adaptation de The Mill on the Floss a également été produite par Shared Experience. Elle a elle aussi été jouée en tournée nationale et internationale. Edmundson a remporté un Time Out Award pour The Clearing et The Mill on the Floss. En 1996, Shared Experience a mis en scène son adaptation de Guerre et Paix au Théâtre National dans une production mettant en vedette Anne-Marie Duff, nommée pour un BAFTA Award. La pièce a été nommée pour un Writers 'Guild Award en tant que meilleure pièce.

### Années 2000
En 2002, la pièce Mother Teresa is Dead d'Edmundson a été jouée au Royal Court Theatre. En 2004, son adaptation de Gone to Earth a été produite par Shared Experience au Lyric Hammersmith et en tournée; elle a été nommée pour un TMA Award. L'adaptation d'Edmundson de Coram Boy a été créée au National Theatre en novembre 2005, mettant en vedette Bertie Carvel, lauréat du prix Olivier, et Paul Ritter, nommé pour le Tony Award. Edmundson a reçu un Time Out Award et a été nommée pour un Olivier Award,. La pièce a été jouée de nouveau au même endroit un an plus tard, avec à nouveau Carvel. Son adaptation d' Oreste, a fait une tournée au Royaume-Uni et a joué au Tricycle Theatre avec une Shared Experience en 2006. Coram Boy a été relancé à l'Imperial Theatre de Broadway en 2007, avec Uzo Aduba, lauréat d'un Emmy Award, et Jan Maxwell, nommé six fois aux Tony Awards. En 2008, Edmundson a modifié son adaptation de Guerre et Paix, la transformant en une pièce en deux parties; cette production a été mise en scène par Shared Experience et Nottingham Playhouse avant la tournée. La même année, son adaptation musicale de Zorro est produite au Garrick Theatre, avec Lesli Margherita (en), lauréate d'un prix Olivier et Emma Williams, lauréate du prix Olivier; Edmundson a été nommé pour un Olivier Award de la meilleure nouvelle comédie musicale. En 2009, l'adaptation d'Edmundson de La vie est un songe a été produite au Donmar Warehouse, avec Dominic West, lauréat du prix BAFTA.

### Années 2010
En 2010, l'adaptation musicale d'Edmundson de Swallows and Amazons a été produite pour la première fois au Bristol Old Vic, réalisé par Tom Morris, lauréat du Tony Award. L'année suivante, le spectacle est transféré au Théâtre Vaudeville. La pièce a été nommée pour un Evening Standard Theatre Award. Edmundson a participé au projet de 2011 du Bush Theatre Sixty-Six Books, pour lequel les artistes ont écrit une pièce basée sur un livre de la Bible du roi Jacques ; Edmundson a écrit une pièce intitulée Dans la nuit, une promesse, basée sur Sophonie. La même année, son adaptation de Coram Boy est relancée au Bristol Old Vic. En 2012, sa pièce sur Juana Inés de la Cruz, The Heresy of Love, a été produite par la Royal Shakespeare Company au Swan Theatre de Stratford-upon-Avon. La même année, l'adaptation d'Edmundson de Swallows and Amazons a été relancée pour une tournée nationale. Également en 2012, la pièce Mary Shelley d' Edmundson a été produite lors d'une tournée nationale, notamment au Tricycle Theatre et au Liverpool Playhouse, par Shared Experience. En 2013, son adaptation de Mephisto a été produite au Théâtre Altonaer de Hambourg. En 2014, l'adaptation d'Edmundson du roman Thérèse Raquin a été produite au Théâtre Royal de Bath, avec les lauréats des prix Olivier Alison Steadman et Desmond Barrit. En 2015, The Heresy of Love a été relancé pour une course au Shakespeare's Globe. L'adaptation d'Edmundson de Thérèse Raquin a été produite par la Roundabout Theatre Company au Studio 54 de Broadway de 2015 à 2016, mettant en vedette la nommée aux Oscars Keira Knightley et Judith Light, lauréate d'un Tony Award; la pièce a été nommée pour la nouvelle pièce exceptionnelle de Broadway aux Outer Critics Circle Awards 2016,,. Simultanément, la RSC a créé sa pièce Queen Anne à Stratford. En 2017, la RSC a produit Queen Anne au Theatre Royal Haymarket, avec Romola Garai, la gagnante du Golden Globe,. D'avril à août 2019, l'adaptation d'Edmundson de Petite île a été produite au Théâtre National, dirigée par son directeur artistique, Rufus Norris, nommé au Prix Olivier. The Guardian appelé la pièce l'un des deux meilleurs spectacles de théâtre de 2019 

### Années 2020
L'adaptation d'Edmundson de Small Island sera relancée au National Theatre en octobre 2020, à nouveau dirigée par Norris.

## Cinéma et télévision
Edmundson a écrit deux courts métrages pour la télévision: One Day, diffusé sur BBC Two en juillet 1991, et Stella pour Channel 4. En 2015, elle a écrit deux épisodes du drame ITV Les Soupçons de Monsieur Whicher, Beyond the Pale et The Ties that Bind, avec Paddy Considine et Tim Pigott-Smith, lauréats des BAFTA Awards. En septembre de la même année, l'adaptation du long métrage d'Edmundson d'Un inspecteur appelle, mettant en vedette les lauréats des BAFTA Awards David Thewlis et Miranda Richardson, a été diffusée sur BBC One ; le programme a remporté le prix de la guilde de la presse de diffusion 2016 pour le meilleur drame unique  et a été nommé pour deux 2016 British Academy Television Craft AwardsEn 2018, Edmundson a écrit le film Marie Madeleine, réalisé par Garth Davis, nommé aux Emmy Awards, et mettant en vedette les nommés aux Oscars Rooney Mara et Joaquin Phoenix. Elle adapte également le roman The Awkward Age, qui sera diffusé par la BBC.

## Radio
Edmundson a adapté de nombreux classiques littéraires pour BBC Radio 4, y compris La Traversée des apparences en 2006, Le Maire de Casterbridge in 2008, Anna des cinq villes en 2011  et Sense and Sensibility en 2013.

## Prix et distinctions
Edmundson est membre de la Royal Society of Literature depuis 2015.
- 1992 : Time Out Award pour Anna Karenina
- 1992 : TMA Award pour Anna Karenina
- 1993 : Gagnant du prix John Whiting pour The Clearing [4]
- 1994 : Prix TMA pour The Clearing and The Mill on the Floss
- 1996 : Nomination, pour le Prix de la Writers 'Guild, pour la meilleure pièce de théâtre pour War and Peace
- 2004 : Nomination pour le Prix TMA de la meilleure production en tournée pour Gone to Earth [6]
- 2005 : Time Out Award pour Coram Boy
- 2006 : Nomination pour le Prix Laurence Olivier de la meilleure nouvelle pièce pour Coram Boy [8]
- 2009 : Nomination: Prix Laurence Olivier de la meilleure nouvelle comédie musicale pour Zorro [10]
- 2012 : Nomination: Prix Ned Sherrin des Evening Standard Theatre Awards pour la meilleure comédie musicale pour Swallows and Amazons [12]
- 2015 : Prix de littérature Windham-Campbell (Drame) [38]
- 2016 : Prix de la guilde de la presse de radiodiffusion 2016 pour le meilleur drame unique pour An Inspector Calls (en) [39]